# Another Lake
Another Lake är en sjö i provinsen British Columbia i Kanada. Trakten runt Another Lake är nära nog obefolkad, med 0,4–0,5 invånare per kvadratkilometer i traktens folkräkningsområden. På 1960-talet accepterades inte sjöns namn officiellt av myndigheter för att användas på kartor, men 1991 godkändes det tillsammans med intilliggande And Another Lake eftersom namnen länge använts lokalt.